# Комаровское поселковое кладбище
Комаро́вский некро́поль — кладбище в посёлке Комарово в Санкт-Петербурге.
Когда посёлок Келломяки в 1948 году был переименован в Комарово, кладбище получило одноимённое с посёлком название.

## История
Кладбище расположено, примерно, в двух км от одноимённой железнодорожной платформы, по  Озёрной улице, не доходя чуть более километра до Щучьего озера.
Возникло в начале XX века. Старейшее захоронение — могила композитора Владимира Савинского (1867–1915), младшего брата известного петербургского живописца.
По состоянию на 1944 год, на кладбище было, примерно, десять финских захоронений и три русских, расположенных у дороги. Кресты на могилах были чугунные. Надгробий и оград не было.
Поскольку в Комарово и близлежащих посёлках — Репино и Зеленогорске, — начиная с 1945 года, стали появляться дома творчества писателей, композиторов и театральных деятелей, с 1950-х гг. на Комаровском кладбище, наряду с местными жителями, хоронят известных учёных, деятелей литературы и искусства (более двухсот захоронений). Так образовался «Комаровский некрополь».
10 марта 1966 года на Комаровском кладбище была, в частности, похоронена Анна Ахматова.

## Памятники культурно-исторического наследия федерального уровня охраны
- В. Е. Савинский
- Алексеев, Михаил Павлович — литературовед
- Альтман Натан — художник
- Могилы Баранниковых (Баранников, Алексей Петрович — индолог)
- Ефремов, Иван Антонович — палеонтолог, писатель-фантаст
- Жирмунский, Виктор Максимович — литературовед
- Панова, Вера Фёдоровна — писательница
- памятник Н. Н. Петрову
- Равдоникас, Владислав Иосифович — археолог
- Самохвалов, Александр Николаевич — художник
- Сомов Михаил — исследователь Антарктиды
- Сочава, Виктор Борисович — биолог, ботаник
- Шишмарёв, Владимир Фёдорович — литературовед

## Памятники культурно-исторического наследия неустановленного уровня охраны
- В. П. Адрианова-Перетц (1888—1972) — филолог, специалист по древнерусской литературе.
- Геннадий Гор (1907—1981) — писатель.
- А. А. Гринберг (1888—1966) — советский химик.
- И. П. Зарубина (1907—1978) — актриса театра и кино.
- Вера Кетлинская (1906—1976) — писательница.
- Ю. В. Линник (1915—1972) — математик, В. П. Линник (1889—1984) — советский оптик, академик АН СССР.
- Д. В. Наливкин (1889—1982) — геолог, академик АН СССР.
- А. Н. Световидов (1903—1985) — ихтиолог, член-корреспондент АН СССР.
- Н. А. Торопов (1908—1968) — специалист по технологии силикатов, чл.-корр. АН СССР, профессор.
- А. И. Тюменев (1880—1959) — историк античности.
- В. А. Фок (1898—1974) — физик-теоретик.
- С. Б. Окунь (1908—1972) — историк.